# گیبووتوو (استان سلیزیا سفلی)
گیبووتوو (به لاتین: Giebułtów) یک روستا در لهستان است که در گمینا میرسک واقع شده‌است.